# 蕭継先
蕭継先（しょう けいせん、生没年不詳）は、遼（契丹）の軍人・政治家。字は楊隠。小字は留只哥。蕭継遠、または蕭寧遠とも書かれる。

## 経歴
叔父の蕭思温に子がなかったため、睿智蕭皇后（蕭思温の娘、継先の従姉）の命を受けてその後を嗣いだ。乾亨初年、景宗の長女の斉国公主耶律観音女を妻に迎えて、駙馬都尉に任じられた。
統和4年（986年）11月、宋軍の侵攻を受けると、継先は騎兵を率いて迎え撃ち、多くの捕虜をえた。聖宗の賞賛を受けて、北府宰相に任じられた。統和6年（988年）12月、安平を視察した。統和7年（989年）2月、同中書門下平章事となった。統和17年（999年）10月、狼山の石塁を落とし、瀛州で宋軍と戦って康昭裔・宋順らを捕らえた。楽寿県を落とすと、遂城の河岸で騎兵による突撃を敢行し、宋軍を撃破した。統和20年（1002年）3月、また南伐をおこなった。統和22年（1004年）11月、聖宗が南征して通利軍を落とすと、継先も従軍して捷力と称された。統和28年（1010年）、聖宗が高麗に親征すると、継先は老年のため上京留守をつとめた。
死去したときの享年は58。

## 伝記資料
- 『遼史』巻78 列伝第8